# 八月照相館
《八月照相館》（韓語：8월의 크리스마스）是1998年於韓國發行的一部以愛情為題材的電影，由许秦豪執導，韓石圭及沈銀河主演。

## 劇情介紹
青年劉正源（韩石圭 饰）身患绝症，但依旧坦然地微笑着面对生活。他开了一家照相馆，并一人负责全部职务。在家里，还耐心的教父亲学遥控器的操作方法。他默默的在为为自己离开人世而“准备”着。正源暗恋青梅竹马的芝泳，但芝泳最终还是选择了别人。这时，女交警德琳（沈银河 饰）由于工作的关系，认识了正源。　　
在正源的眼里德琳是那么天真、那么的可爱，两人在交往过程中，相互感染，逐渐喜欢上了对方。但正源却无法拥有这份难得的幸福，面对死亡，在夜深人静的时侯，他一个人会悄然哭泣。正源终于因病情恶化，住进了医院。德琳下班后照常赶到照相馆，却发现没有开门。　
为了不给德琳带来更多的伤害，正源再也没有出现在德琳的面前。德琳最后一气之下砸碎了照相馆的橱窗。不久，正源便去世了。在雪花纷飞寒冬的一天，德琳再次出现在照相馆的门前...

## 演員陣容
- 韓石圭 飾 正源
- 沈銀河 飾 德琳
- 申　久 飾 正源爸爸
- 全美善 飾 智媛
- 李漢偉 飾 哲求
- 全大炳 飾 警察

## 獎項
| - 第36屆大鐘獎（1999年） - 「最佳電影獎」 - 「最佳導演獎」：許秦豪 - 「最佳男主角獎」：韓石圭 - 「最佳男配角獎」：申 久 - 「最佳攝影獎」：劉永吉 - 「最佳燈光獎」：金東浩 - 「最佳音樂獎」：趙成禹 - 「最佳企劃獎」：車勝宰 - 第19屆青龍電影獎（1998年） - 「最佳導演獎」：許秦豪 - 「最佳男主角獎」：韓石圭 - 「最佳劇本獎」：吳勝旭 | - 第36屆大鐘獎（1999年） - 「最佳劇本獎」：吳勝旭 - 「最佳新導演獎」：許秦豪 - 「審查委員特別獎」 - 第19屆青龍電影獎（1998年） - 「最佳電影獎」 - 「最佳女主角獎」：沈銀河 - 「最佳攝影獎」：劉永吉 - 「最佳新導演獎」：許秦豪 - 第34屆百想藝術大獎－電影部門（1998年） - 「作品獎」 - 「女子最優秀演技獎」：沈銀河 - 第18屆韓國電影評論家協會獎（1998年） - 「最佳電影獎」 - 「最佳導演獎」：許秦豪 - 「最佳女主角獎」：沈銀河 - 「最佳攝影獎」：劉永吉 - 第21屆黃金攝影獎（1998年） - 「最佳新導演獎」：許秦豪 - 「製作功勞獎」：車勝宰 |

## 評價
《八月照相館》在韓國國內較受歡迎，有超過40萬名觀眾進入戲院觀看。《八月照相館》亦受到不少國際電影節的垂青，例如康城電影節、新加坡國際電影節及釜山國際電影節等。许秦豪导演的電影《春逝》也大受好评。

## 外部連結
- 互联网电影数据库（IMDb）上《八月照相館》的资料（英文）
- 韩国电影数据库（KMDb）上《八月照相館》的資料